# Villa Barberini al Gianicolo
La villa Barberini al Gianicolo è una villa barocca di Roma che si trova in via dei Penitenzieri, all'angolo con piazza della Rovere, nel R. XIV Borgo.

## Storia
La villa è ubicata all'estremo limite settentrionale del Monte Gianicolo, confinante con il campo Vaticano, nello stesso luogo dove, in epoca romana, furono costruite residenze che facevano, con grande probabilità, parte delle proprietà di Caligola prima e Nerone poi.
A metà del XVI secolo nell'area esisteva già un edificio, poi acquistato dal cardinale Bonifacio Ferrero, edificato a sua volta sopra altri ancora più antichi. Nel 1641 il prefetto di Roma, Taddeo Barberini, nipote di papa Urbano VIII Barberini, decise di acquisire la villa, all'epoca chiamata Casino della Palma, e l'intero giardino annesso, con l'obbligo di mantenere un'adeguata distanza rispetto al muro e al relativo bastione, edificato nel 1542 da Antonio da Sangallo il Giovane, così come rispetto alla vicina Porta Santo Spirito. Tuttavia il prefetto rimase nella villa solo per quattro anni, fino al 1645, quando, dopo una precipitosa fuga da Roma in seguito all'elezione di papa Innocenzo X Pamphilj, morì a Parigi, nel Regno di Francia, dove si era rifugiato.
Nel 1653 il cardinale Carlo Barberini, figlio di Taddeo, riprese i lavori di abbellimento della villa, sotto la direzione di Gian Lorenzo Bernini e Giovanni Battista Contini. I due elaborarono proposte molto interessanti per la decorazione del giardino, con viali, scogliere e fontane, poi quasi tutte distrutte. In alcuni ambienti è ancora possibile vedere sulle pareti resti delle antiche decorazioni dell'epoca.

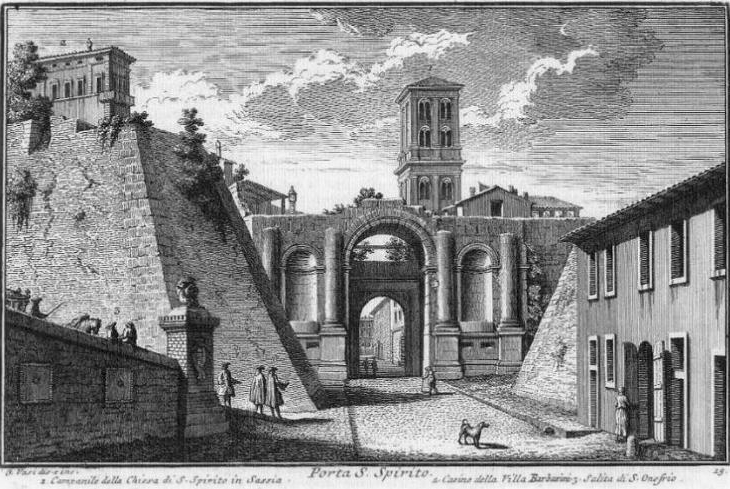
Il Bastione di Santo spirito nell'incisione di Giuseppe Vasi del 1747.
A sinistra il bastione del Sangallo, su cui si trova la villa Barberini, al centro Porta Santo Spirito e sulla destra l'ospedale di Santo Spirito.

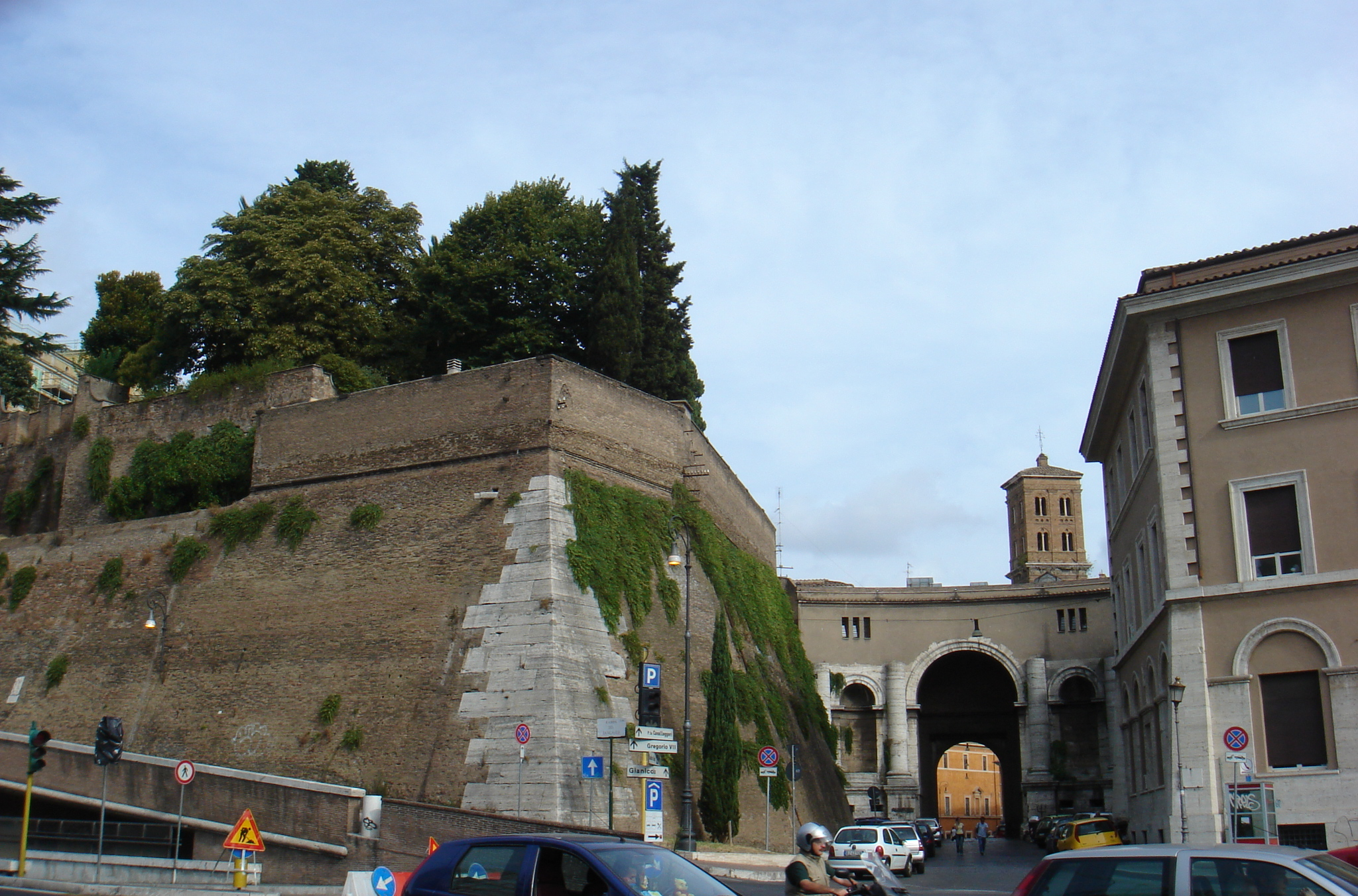
Lo stesso bastione nel 2007

Nel 1863 la villa fu affidata al Manicomio della Lungara (l'"Ospedale dei Pazzerelli", o Santa Maria della Pietà), che la occupò con un lungo edificio prospiciente il Tevere, dove ora sono il lungotevere Gianicolense e piazza della Rovere.
Nell'ambito dei lavori che portarono alla demolizione dell'Ospedale, la proprietà venne acquisita dalla Compagnia di Gesù, che al casino originale aggiunse diversi edifici, tra il 1928 e il 1930, sotto la supervisione dell'ingegnere Salvatore Rebecchini. L'immobile ospita attualmente la "Curia generalis" (sede centrale internazionale) dei Gesuiti a Roma, che, fino a poco dopo (1873) la breccia di Porta Pia, aveva sede nella Casa Professa in piazza del Gesù.

## Descrizione
L'edificio originale della villa (casino) aveva un unico piano e un ulteriore attico; attualmente l'intero complesso è circondato da strutture costruite a metà del XIX secolo.
Un acquerello di Ettore Roesler Franz ha conservato una bella veduta di uno degli antichi accessi alla villa, attraverso un'uscita ripida e sterrata nel sito dell'attuale ingresso: un confronto rivela che sul sito oggi c'è una piccola colonna di travertino posta all'angolo che blocca il traffico automobilistico.
Dalla terrazza del giardino si può godere di una splendida vista sulla città. La facciata della villa, molto semplice, presenta un ingresso preceduto da una piccola fontana e due rampe che conducono ad un piccolo atrio incassato decorato sul soffitto da cornice in stucco con le api Barberini, loro simbolo araldico.
La pianta dell'edificio formava una "L", la cui asta più lunga si estendeva verso il pendio settentrionale. Vi erano alcune stanze dal soffitto a cassettoni ligneo con gli stemmi di famiglia e, nell'ultima stanza, una magnifica galleria che si affacciava sullo splendido panorama di Roma. Questa galleria presenta affreschi sulle pareti e sul soffitto, con un grande cartiglio con al centro putti e angeli che sorreggono il cartiglio pontificio di papa Urbano VIII Barberini. Negli angoli, altri riquadri con affreschi raffiguranti gli stemmi del cardinale Francesco Barberini e dello stesso papa Urbano VIII, dipinti all'inizio del XVIII secolo. Originariamente i giardini si estendevano lungo l'intera lunghezza settentrionale del Gianicolo e comprendevano una serie di assi paralleli, probabilmente con parterre. Al centro c'era un grande spazio circolare e verso il colle Vaticano c'era una bella cornice di cipressi, con una fontana realizzata da Bernini, scomparsa in quanto in seguito fu venduta e montata altrove.